# Halimedes
Halimedes er en af planeten Neptuns måner: Den blev opdaget den 14. august 2002 af et hold astronomer under ledelse af Matthew J. Holman, og fik lige efter opdagelsen den midlertidige betegnelse S/2002 N 1. Lørdag den 3. februar 2007 vedtog den Internationale Astronomiske Union navnet Halimedes, efter en af Nereiderne; de halvtreds døtre af Nereus og Doris.
Halimedes kredser om Neptun i en vidtstrakt, "aflang" bane (dvs. med stor excentricitet), som hælder stærkt mod Neptuns ækvator. Månen har retrograd omløb, dvs. den kredser populært sagt den "forkerte" vej rundt om Neptun.
Halimedes har en massefylde på 1500 kilogram pr. kubikmeter, hvilket lader ane at den hovedsageligt består af vand-is. Overfladen er forholdsvis mørk, og tilbagekaster kun 16 % af det lys der falder på den.